# Valjala (obec)
Obec Valjala (estonsky Valjala vald) je bývalá samosprávná obec náležející do estonského kraje Saaremaa. V roce 2017 byla začlěna do nově ustanovené obce Saaremaa.

## Sídla
Obec Valjala zahrnovala jednak samotné městečko Valjala, jednak 32 okolních vesnic: Ariste, Jursi, Jõelepa, Jööri, Kalju, Kalli, Kallemäe, Kogula, Koksi, Kuiste, Kungla, Kõnnu, Kõriska, Lööne, Männiku, Nurme, Oessaare, Põlluküla, Rahu, Rannaküla, Röösa, Sakla, Siiksaare, Turja, Tõnija, Undimäe, Vanalõve, Veeriku, Vilidu, Võrsna, Väkra a Väljaküla.